# 松平頼啓
松平 頼啓（まつだいら よりゆき）は、江戸時代中期から後期にかけての大名。伊予西条藩8代藩主。官位は従四位下・侍従、左近衛権少将。

## 略歴
6代藩主・松平頼謙の三男として誕生。母は永石氏。幼名は友三郎。
寛政9年（1797年）、同母兄で先代藩主の頼看が早世したため、その養嗣子として跡を継いだ。寛政11年（1799年）に叙任する。藩政においては文化2年（1805年）に近藤篤山の弟・三品容斎を登用して藩校・択善堂を創設するなど文治政策に尽くした。また、多喜浜新田の開発なども行なっている。伊能忠敬の測量にも積極的に協力した。
天保3年（1832年）閏11月25日、家督を長男・頼学に譲って隠居し、嘉永元年（1848年）7月9日、65歳で死去した。法号は秀徳院殿慈善法潤日実大居士。墓所は東京都大田区の池上本門寺。

## 系譜
- 父：松平頼謙（1755-1806）
- 母：永石氏
- 養父：松平頼看（1774-1797）
- 正室：美寿 - 大久保忠顕娘
- 側室：大熊氏
  - 長男：松平頼学（1809-1865）
- 生母不明の子女
  - 女子：龐姫